# Barbara Bolden
Barbara Albany Bolden (Los Angeles, 16 giugno 1969) è un'ex cestista statunitense.

## Carriera
Ala di 188 cm, ha giocato in ABL con New England e in Serie A1 con Priolo Gargallo.